# All Japan Indoor Tennis Championships 2014
L'All Japan Indoor Tennis Championships 2014 è stato un torneo di tennis facente parte della categoria ATP Challenger Tour nell'ambito dell'ATP Challenger Tour 2014. È stata la 18ª edizione del torneo che si è giocato a Kyoto in Giappone dal 3 al 9 marzo 2014 su campi in cemento indoor e aveva un montepremi di $40,000+H.

## Partecipanti singolare

### Teste di serie
| Nazionalità | Giocatore         | Ranking* | Testa di serie |
| ----------- | ----------------- | -------- | -------------- |
| Giappone    | Gō Soeda          | 141      | 1              |
| Lituania    | Ričardas Berankis | 145      | 2              |
| Giappone    | Tatsuma Itō       | 156      | 3              |
| Giappone    | Yūichi Sugita     | 161      | 4              |
| Giappone    | Hiroki Moriya     | 167      | 5              |
| Svizzera    | Marco Chiudinelli | 176      | 6              |
| Germania    | Andreas Beck      | 185      | 7              |
| Austria     | Martin Fischer    | 187      | 8              |

- Ranking al marzo 2014.

### Altri partecipanti
Giocatori che hanno ricevuto una wild card:
- Hiroyasu Ehara
- Takuto Niki
- Takashi Saito
- Kento Takeuchi

Giocatori che sono passati dalle qualificazioni:
- Peng Hsien-yin
- Arata Onozawa
- Wang Chieh-fu
- Yuuya Kibi
- Toshihide Matsui (lucky loser)

## Vincitori

### Singolare
Martin Fischer ha battuto in finale  Tatsuma Itō 3–6, 7–5, 6–4

### Doppio
Purav Raja /  Divij Sharan hanno battuto in finale  Sanchai Ratiwatana /  Michael Venus 5–7, 7–6(7–3), [10–4]